# Italo Nunes Vais
Italo Nunes Vais (Tunisi, 2 marzo 1860 – Firenze, 1932) è stato un pittore italiano.

## Biografia

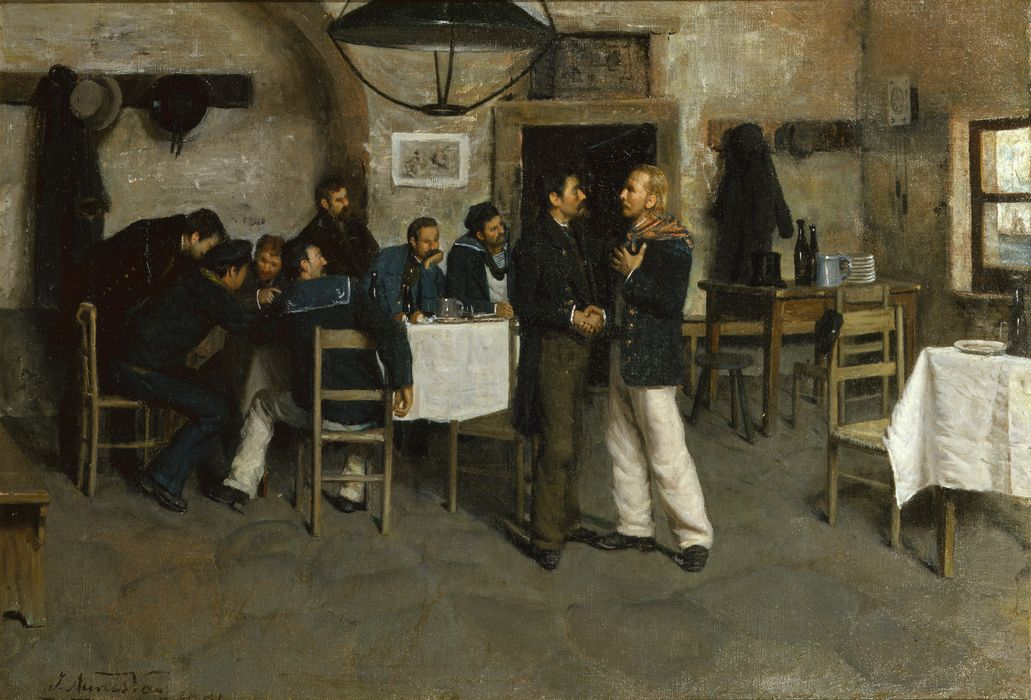
Giuseppe Garibaldi a Taganrok, Museo del Risorgimento di Milano

Italo Nunes Vais nacque a Tunisi da genitori immigrati, originari di un gruppo di rabbini marrani sefarditi stabilitisi a Livorno, e un cui componente era divenuto il medico del Bey di Tunisi.
Si trasferisce in Italia da studente, per studiare a Firenze presso l'Accademia di Belle Arti, dove avrà come maestri Stefano Ussi e Nicolò Barabino, quindi, nel 1880 si muove a Napoli a seguire le lezioni di Domenico Morelli all'Accademia delle Belle Arti di Napoli.
Nel 1882 dipinge uno dei suoi quadri più famosi Garibaldi a Taganrok, oggi esposto nel Museo del Risorgimento di Milano rappresentante uno degli episodi iconici della vita del giovane Garibaldi, quando in un'osteria sul Mar Nero  presso il porto conobbe alcuni immigrati italiani che appartenevano all'organizzazione Giovine Italia, scoprendo in quell'incontro i suoi sentimenti patriottici.
Dopo aver iniziato come pittore di soggetti storici,  passò in seguito alla pittura di paesaggi e quindi a soggetti di genere, in particolare scene quotidiane, e temi orientalistici.